# Бакшија
Бакшија (алб. Bakshi) је насеље у општини Обилић, Косово и Метохија, Република Србија.

## Историја
Село је од почетка 19. века, било чифлик, те се у њему становништво смењивало. Многи српски родови на Косову знају да су им преци живели у овом селу а неки га наводе као село своје старине. Срби Бакшићани из Д. Гуштерице и њихови рођаци Бакшићи из Г. Гуштерице пресељени су из Бакшије почетком 19. века. Бакшићани из Бресја су живели у Бакшији до 1890. Мирини у Скуланову знају да су им преци живели у Бакшији.

## Порекло становништва по родовима
Подаци о пореклу становништва из тридесетих година XX века.
Српски родови
- Тонић (1 к., Св. Никола), старинци. Пре доласка мухаџира су се преселили из овог села у Бабин Мост, одакле се једна кућа вратила у Бакшију по доласку мухаџира, а једна остала тамо.
- Мужићи (1 к., Св. Никола), старинци.

Албански родови
- Кућ (5 к.), од фиса Бериша. Досељен почетком 19. века из Обриња у Дреници. При досељењу затекао село као чифлик Џемаљ-бега из Приштине.

Албански мухаџири
- Планали (1 к.), од фиса Тсача, из Велике Плане.
- Брезничић (5 к.), од фиса Шаље, из Брезничића.
- Микуловц (1 к.), од фиса Тсача, из Микуловца.
- Међуан (2 к.), од фиса Гаша, из Међухане.
- Меан (1 к.), од фиса Климената, из Механе.
- Жегров (1 к.), од фиса Гаша, из Жегра.

Роми Ашкалије
- Љатифовић (2 к.) и Шабановић (3 к.). Пресељени око 1905. из Бариљева као чифчије.

## Демографија
| Година       | 1948 | 1953 | 1961 | 1971 | 1981 | 1991 |
| ------------ | ---- | ---- | ---- | ---- | ---- | ---- |
| Становништво | 215  | 248  | 263  | 365  | 483  | 617  |

|  |